# Dorfkirche Schönermark (Stüdenitz-Schönermark)

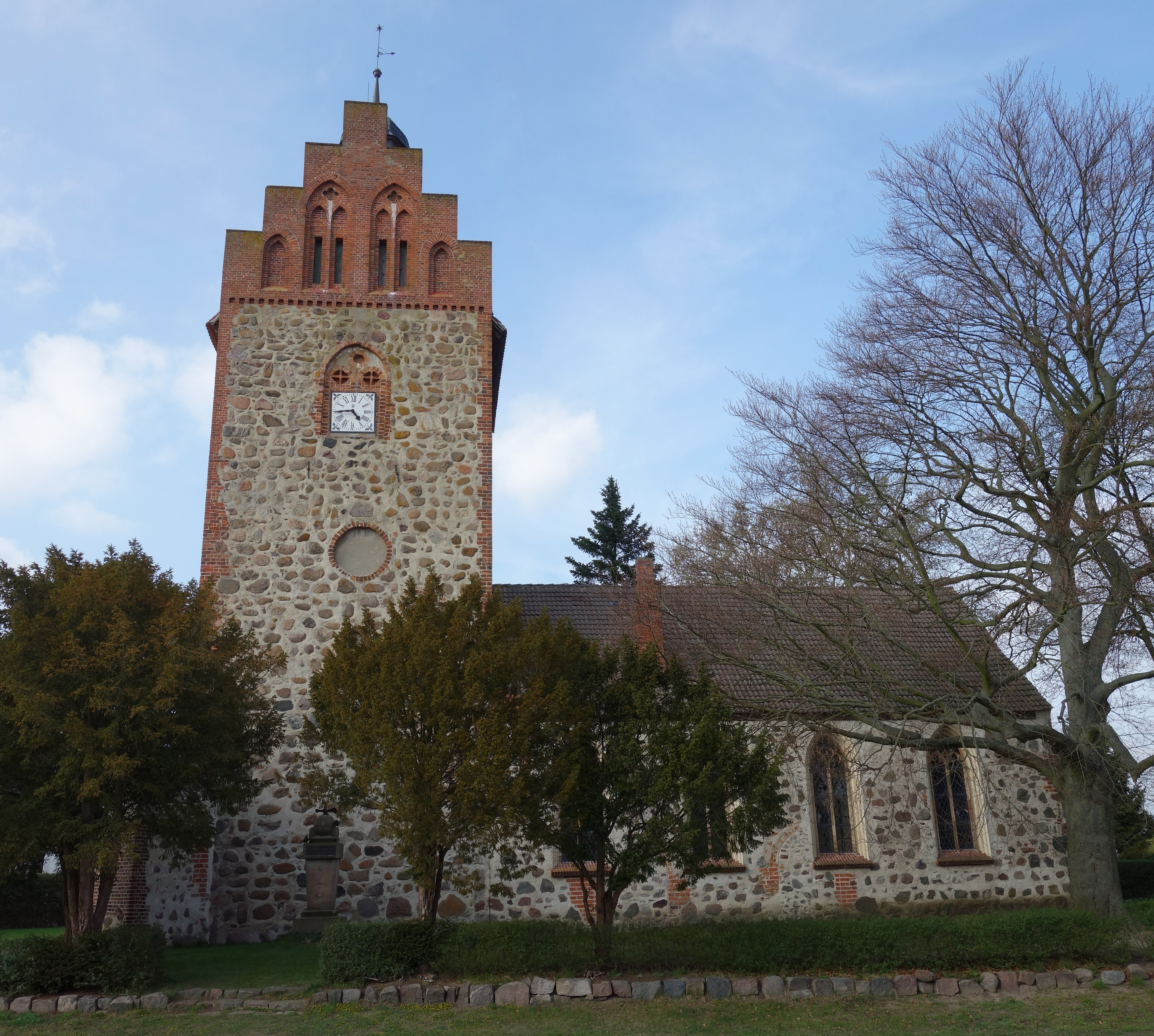
Dorfkirche Schönermark

Die evangelische Dorfkirche Schönermark ist eine Saalkirche in Schönermark, einem der namensgebenden Ortsteile der Gemeinde Stüdenitz-Schönermark im brandenburgischen Landkreis Ostprignitz-Ruppin. Die Kirchengemeinde gehört dem Pfarrsprengel Herzberg-Lindow im Kirchenkreis Oberes Havelland der Evangelischen Kirche Berlin-Brandenburg-schlesische Oberlausitz an. Das Gebäude steht unter Denkmalschutz.

## Baubeschreibung

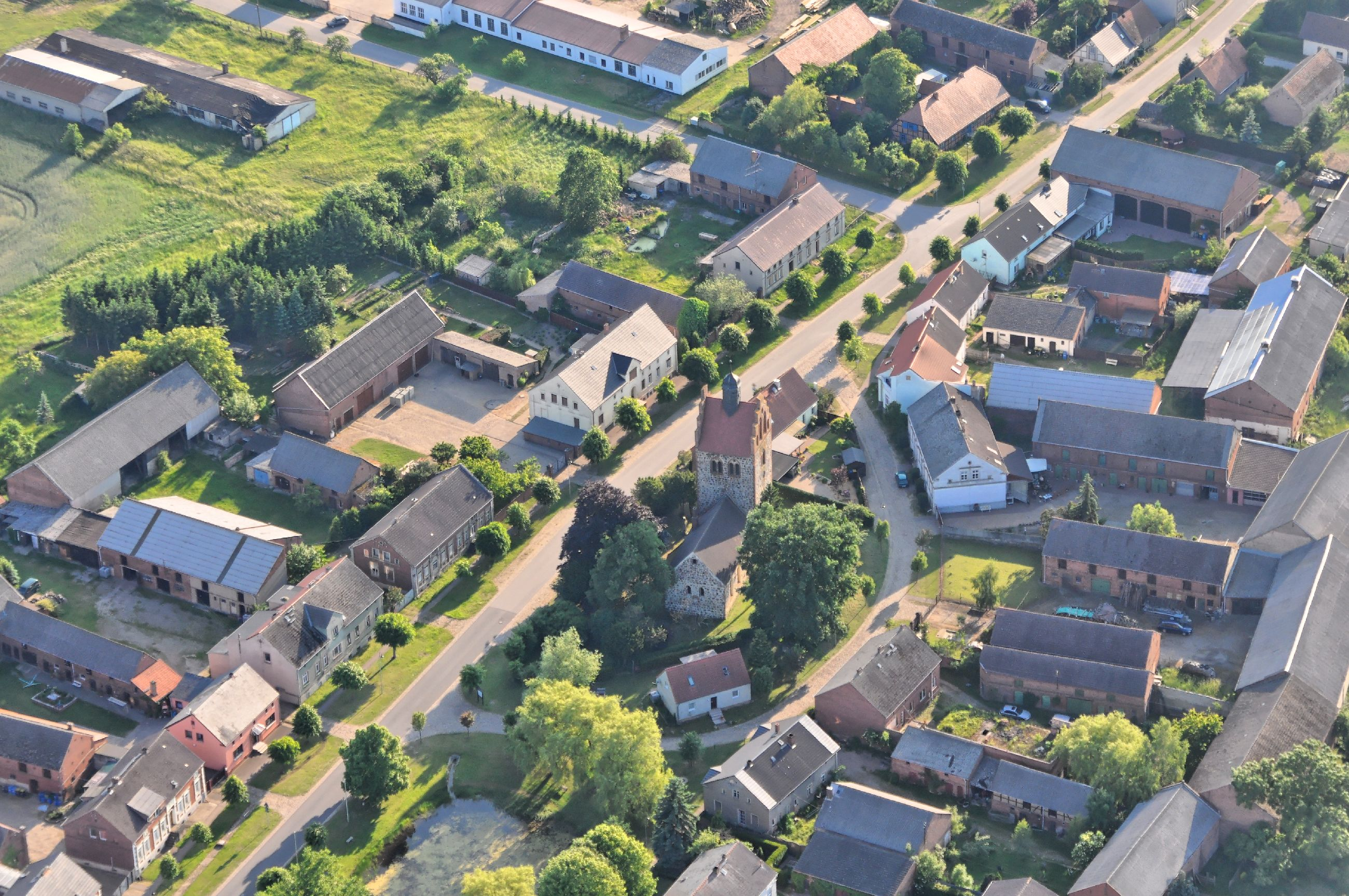
Luftaufnahme des Dorfkerns mit Kirche (2013)

Die Kirche steht auf dem Dorfanger von Schönermark. Es handelt sich um einen spätgotischen Feldsteinbau auf einem rechteckigen Grundriss mit einem hohen Westquerturm. Im Jahr 1886 wurde die Kirche umfassend renoviert, wobei neogotische Maßwerkfenster und ein Westportal hinzugefügt wurden. Gleichzeitig wurden Turmgiebel und -aufsatz erneuert. Im ursprünglichen Zustand verfügte die Ostwand über eine stichbogige Nische zwischen zwei kleinen Spitzbogenfenstern und der Turm hatte gekuppelte Schallluken. Der Innenraum wurde in der Umbauzeit stark verändert. Der Kanzelaltar stammt aus dem Jahr 1719 und verfügt über einen polygonalen Korb, der neu überzogen wurde. Im gesprengten Giebel befindet sich das Auge Gottes.